# Tashreeq Morris
Tashreeq Morris (Kaapstad, 13 mei 1994) is een Zuid-Afrikaans voetballer die bij voorkeur als spits speelt. In 2013 maakte hij zijn debuut voor het eerste team van Ajax Cape Town, waar hij was doorgestroomd vanuit de jeugdopleiding.

## Carrière
Op 5 november 2013 maakte Morris zijn debuut voor Ajax Cape Town. In de wedstrijd tegen Kaizer Chiefs maakte hij als invaller het enige en dus winnende doelpunt.